# Чийзбургер
Чийзбургер (на английски: cheeseburger) е вид хамбургер, който съдържа сирене. Името му е образувано от сливането на английските думи cheese (сирене) и hamburger (хамбургер). При приготвянето на чийзбургери сиренето се нарязва предварително и се добавя в края на печенето. Използват се различни видове сирене, като моцарела, горгонзола или чедар. Като хамбургерите, могат да се гарнират с различни съставки като маруля, домат, лук, кисели краставици, горчица, майонеза, кетчуп или бекон. Традиционно се продават в ресторантите за бързо хранене.

## История
Добавянето на сирене към хамбургери става популярни към края на 1920-те и началото на 1930-те години и съществуват няколко теории за това, кой е създал първия чийзбургер. Обикновено тази чест се приписва на Лионел Стернбергер, който през 1926 г. на 16-годишна възраст работи като готвач в ресторанта на баща си в Пасадена, Калифорния. Според историята, той прави експеримент като пуска дебело парче американско сирене върху цвърчащ хамбургер.
Една от първите появи на чийзбургер в меню на ресторант е от 1928 г. в меню на лосанджелиски ресторант, който предлага чийзбургер, отрупан с чили за 25 цента. Други ресторанти също предявяват претенции, че са изобретили чийзбургера по-късно.
В САЩ се празнува Национален ден на чийзбургера на 18 септември всяка година.